# Lydie Beassemda
Pour les articles homonymes, voir Beassemda.
Ne doit pas être confondu avec Lucie Beassemda.
Lydie Beassemda est une ingénieure en industries agroalimentaires, une planificatrice en développement et une femme politique tchadienne.

## Biographie

### Origine
Lydie Beassemda est la fille de Djébaret Julien Beassemda, président-fondateur du PDI et candidat à l'élection présidentielle tchadienne de 2016.

### Études
Elle est titulaire d'une licence en sciences naturelles de l'université du Tchad (1994), d'une maîtrise en sciences naturelles de l'université Abdou-Moumouni (1996), d'un DESS en industries agroalimentaires de l'université de Ouagadougou (1998) et d'un DESS en planification territoriale et développement local de l'UQAM (2009),. Elle parle le français, l'anglais et l'arabe tchadien.

### Carrière politique
À la suite du décès de son père, Djébaret Julien Beassemda, en 2018, elle prend la présidence du Parti pour la démocratie et l'indépendance intégrales (PDI) qu'il avait créé en 1999 et dont elle était secrétaire générale depuis 2014.
Première femme à se présenter à la présidentielle tchadienne, elle termine 3e lors de l'élection de 2021 et recueille 3,16 % des suffrages.
Elle est nommée ministre de la Production, de l'Irrigation et des Équipements agricoles en mai 2018 et occupe ce poste jusqu'en août 2019,.
En mai 2021, elle devient ministre de l'Enseignement supérieur, de la Recherche scientifique et de l'Innovation du Tchad dans le gouvernement transitoire mis en place par le Conseil militaire de transition,,.
Le 4 mars 2025, Lydie Beassemda est nommée sénatrice par le Président de la République.

### Autres activités
Elle est fondatrice en 2004 de la Mutuelle pour le développement économique de la femme tchadienne.

### Reportage
- [vidéo] « Lydie Beassemda, première femme candidate à la présidentielle au Tchad » sur AFP, 9 avril 2021, 1 ' 36 min, Yahoo! Actualités (consulté le 21 mai 2021)